# 4-та танкова дивізія (Третій Рейх)
4-та танкова дивізія (Третій Рейх) (нім. 4. Panzer-Division) — танкова дивізія Вермахту в роки Другої світової війни. 4-та танкова дивізія — з'єднання Вермахту, військовослужбовці якого отримали найбільшу кількість нагород за часів війни. 73 представника особового складу були удостоєні Лицарського хреста, 10 отримали «Дубове листя» і один — «Схрещені мечі» (командир дивізії, генерал-лейтенант Дітріх фон Заукен нагороджений 31 січня 1944 року за № 46). Це абсолютний рекорд для всіх танкових дивізій Вермахту, тільки одна дивізія СС «Дас Рейх», змогла повторити рекорд (73 Лицарських Хреста). Показники перевищують кількість нагород, отриманих особовим складом добірної частини армії, танко-гренадерської дивізії «Гроссдойчланд» (70 Лицарських Хрестів, 10 «Дубових листя»).

## Історія
4-та танкова дивізія була сформована 10 листопада 1938 на базі у Вюрцбурзі в 13-му військовому окрузі (нім. Wehrkreis XIII).

## Райони бойових дій та дислокації дивізії
- Польща (вересень — листопад 1939);
- Німеччина (листопад 1939 — травень 1940);
- Франція (травень — листопад 1940);
- Німеччина (листопад 1940 — лютий 1941);
- Франція (лютий — квітень 1941);
- Німеччина (Східна Пруссія) (квітень — червень 1941);
- Східний фронт (центральний напрямок) (червень 1941 — червень 1944);
- Латвія (червень 1944 — січень 1945);
- Німеччина (Східна Пруссія) (січень — травень 1945).

## Командування

### Командири
- генерал-лейтенант Георг-Ганс Райнгардт (нім. Georg-Hans Reinhardt) (10 листопада 1938 — 5 лютого 1940);
- генерал-майор Людвіг фон Радльмаєр (нім. Ludwig Ritter von Radlmeier) (5 лютого — 3 квітня 1940);
- генерал-майор Йоганн Йоахім Штефер (нім. Johann Joachim Stever) (4 квітня — 14 травня 1940);
- оберст барон Ганс фон Бойнебург-Ленгсфельд (нім. Hans Freiherr von Boineburg-Lengsfeld) (15 — 18 травня 1940), ТВО;
- генерал-майор Йоганн Йоахім Штефер (19 травня — 23 липня 1940);
- оберст барон Ганс фон Бойнебург-Ленгсфельд (24 липня — 6 вересня 1940), ТВО;
- генерал-майор барон Вілібальд фон Лангерманн (нім. Willibald Freiherr von Langermann und Erlencamp) (8 вересня 1940 — 27 грудня 1941);
- генерал-майор Дітріх фон Заукен (нім. Dietrich von Saucken) (28 грудня 1941 — 2 січня 1942), поранений у бою;
- оберст Генріх Ебербах (нім. Heinrich Eberbach) (6 січня — 1 березня 1942), ТВО;
- генерал-лейтенант Отто Гайдкемпер (нім. Otto Heidkämper) (2 — 31 березня 1942);
- генерал-майор Генріх Ебербах (1 квітня — 22 червня 1942);
- генерал-лейтенант Пауль Гільшер (нім. Paul Hielscher) (23 червня — 3 липня 1942), ТВО;
- генерал-майор Генріх Ебербах (4 липня — 23 листопада 1942);
- оберст, доктор Карл Маус (нім. Karl Mauss) (24 — 27 листопада 1942), ТВО;
- оберст, з 31 грудня 1942 генерал-майор Еріх Шнайдер (нім. Erich Schneider) (28 листопада 1942 — 6 січня 1943);
- оберст, доктор Карл Маус (7 — 28 січня 1943), ТВО;
- генерал-майор Еріх Шнайдер (28 січня — 30 травня 1943);
- генерал-лейтенант Дітріх фон Заукен (31 травня — 22 жовтня 1943);
- оберст, доктор Карл Маус (23 жовтня 1943 — 20 січня 1944), ТВО;
- генерал-майор Ганс Юнк (нім. Hans Junck) (21 січня — 6 лютого 1944), ТВО;
- оберст Клеменс Бецель (нім. Clemens Betzel) (7 лютого — 3 березня 1944), ТВО;
- генерал-лейтенант Дітріх фон Заукен (4 березня — 30 квітня 1944);
- оберст, з 1 липня 1944 генерал-майор Клеменс Бецель (1 травня — 20 грудня 1944);
- оберст Ганс Крістерн (нім. Hans Christern) (21 — 28 грудня 1944), ТВО;
- генерал-лейтенант Клеменс Бецель (28 грудня 1944 — 27 березня 1945), Загиблий у бою;
- оберст Ернст Гоффманн (нім. Ernst Hoffmann) (27 — 31 березня 1945), ТВО;
- генерал-майор Ганс Геккер (нім. Hans Hecker) (1 квітня — 8 травня 1945).

## Нагороджені дивізії
Нагороджені дивізії
Нагороджені Сертифікатом Пошани Головнокомандувача Сухопутних військ для військових формувань Вермахту за збитий літак противника
- 10 грудня 1941 — 3-тя рота 12-го моторизованого полку за дії 4 жовтня 1941 (54);
- 1 травня 1944 — 9-та рота 103-го танко-артилерійського полку за дії 13 січня 1944 (488);

|  | Кавалери Нагрудного знаку ближнього бою в золоті                                                           | 38 |
|  | Кавалери Золотого Німецького Хреста                                                                        | 167 |
|  | Кавалери Срібного Німецького Хреста                                                                        | 8 |
|  | Кавалери Лицарського хреста Залізного хреста з Дубовим листям та Мечами                                    | 1 (№ 46 генерал-лейтенант Дітріх фон Заукен — 31.01.1944) |
|  | Кавалери Лицарського хреста Залізного хреста з Дубовим листям                                              | 10 (№ 42 оберст Генріх Ебербах — 31.12.1941 № 75 генерал-майор Вілібальд фон Лангерманн — 17.02.1942 № 281 генерал-лейтенант Дітріх фон Заукен — 22.08.1943 № 285 майор Йоганн-Детлофф фон Коссель — 29.08.1943 № 335 оберст Карл Маус — 24.11.1943 № 397 унтер-офіцер Йозеф Карл — 16.02.1944 № 494 оберст-лейтенант Ернст-Вільгельм Гоффманн — 09.06.1944 № 606 унтер-офіцер Гергард Кунерт — 04.10.1944 № 636 майор Фріц-Рудольф Шульц — 28.10.1944 № 774 генерал-лейтенант Клеменс Бецель — 11.03.1945) |
|  | Кавалери Лицарського хреста Залізного хреста                                                               | 84 (у тому числі 1 непідтверджене) |
|  | Кавалери Лицарського хреста Залізного хреста, удостоєних Хреста Воєнних Заслуг                             | 1 |
|  | Кавалери Почесної застібки Сухопутних військ «Почесна застібка на орденську стрічку для Сухопутних військ» | 78 |

- Нагороджені Сертифікатом Пошани Головнокомандувача Сухопутних військ (14)
- Нагороджені Сертифікатом Пошани Головнокомандувача Сухопутних військ за збитий літак противника (2)

## Бойовий склад 4-ї танкової дивізії
- штаб дивізії
- 4-та мотопіхотна бригада:
  - 12-й мотопіхотний полк
  - 33-й мотопіхотний полк (з 1940)
- 4-та танкова бригада:
  - 35-й танковий полк
  - 36-й танковий полк
- 103-й моторизований артилерійський полк
- 9-й полк самохідної артилерії
- 79-й інженерно-саперний батальйон
- 7-й моторизований розвідувальний батальйон
- 79-й танковий батальйон зв'язку
- 84-й загін постачання
- 84-й навчальний батальйон

- штаб дивізії
- 4-та мотопіхотна бригада:
  - 12-й мотопіхотний полк
  - 33-й мотопіхотний полк (з 1940)
- 5-та танкова бригада:
  - 35-й танковий полк
  - 36-й танковий полк
  - 4-й моторизований розвідувальний батальйон
- 34-й мотоциклетний батальйон
- 103-й артилерійський полк
- 7-й розвідувальний батальйон
- 49-й протитанковий батальйон
- 79-й саперний батальйон
- 79-й батальйон зв'язку
- 84-й загін постачання

- штаб дивізії
- 35-й танковий полк
- 12-й танково-гренадерський полк
- 33-й танково-гренадерський полк
- 103-й артилерійський полк
- 4-й розвідувальний батальйон
- 290-й зенітний дивізіон
- 49-й протитанковий батальйон
- 79-й саперний батальйон
- 79-й батальйон зв'язку
- 84-й загін постачання
- 34-й мотоциклетний батальйон
- 103-й польовий батальйон